# Izet Hajrović
Izet Hajrović (Brugg, 4 agosto 1991) è un ex calciatore svizzero naturalizzato bosniaco, di ruolo centrocampista.

## Biografia
È nato in Svizzera da genitori bosgnacchi nativi di Bijelo Polje (Montenegro), che sono fuggiti nel paese elvetico nel 1987.
Ha anche un fratello più piccolo, Sead, anch'egli calciatore.

## Caratteristiche tecniche
Gioca nel ruolo di ala destra, o anche mancina e può essere schierato anche come trequartista dietro le punte è dotato di un ottimo tiro.

## Carriera

### Club
Il 7 gennaio 2014 viene ufficializzato il suo passaggio a titolo definitivo alla squadra turca del Galatasaray, con cui firma un contratto di 4 anni e mezzo da un milione di franchi annui, mentre alle Cavallette il club turco ha versato circa 4,3 milioni di franchi.
Il 10 luglio 2014 passa al Werder Brema in Germania dopo pochi mesi al Galatasaray.

### Nazionale
Gioca la sua prima partita con la Svizzera Under-21 a Varese il 10 agosto 2011 in occasione dell'amichevole contro l'Italia Under-21.
Il 14 novembre 2012, all'età di 21 anni, esordisce nella Nazionale maggiore svizzera, nella partita amichevole tra Tunisia-Svizzera (1-2), disputata a Radès.
Nell'agosto del 2013 ha avuto il consenso dalla FIFA per poter cambiare nazionalità dal momento che la sfida contro la Tunisia era solo una partita amichevole, e quindi non un match ufficiale.
Il 6 settembre 2013 debutta con la Bosnia ed Erzegovina ed il 10 settembre 2013 segna alla Slovacchia il suo primo gol, rivelatosi alla fine quello decisivo per la vittoria finale.
Viene convocato per i Mondiali 2014 in Brasile, in cui gioca 2 delle 3 partite della squadra eliminata al primo turno.
Il 10 ottobre 2017 realizza la sua prima doppietta in nazionale nella sfida di qualificazione ai Mondiali 2018 risultando decisivo nella vittoria per 2-1 in trasferta contro l'Estonia; tuttavia la sua doppia si è rivelata inutile ai fini della qualificazione in quanto la Grecia al contempo ha vinto (4-0 su Gibilterra) e impedito così ai bosniaci di disputare i playoffs di qualificazione a Russia 2018.

## Statistiche

### Presenze e reti nei club
Statistiche aggiornate al 29 ottobre 2017.
| Stagione            | Squadra             | Campionato          | Campionato | Campionato | Coppe nazionali | Coppe nazionali | Coppe nazionali | Coppe continentali | Coppe continentali | Coppe continentali | Altre coppe | Altre coppe | Altre coppe | Totale | Totale |
| Stagione            | Squadra             | Comp                | Pres       | Reti       | Comp            | Pres            | Reti            | Comp               | Pres               | Reti               | Comp        | Pres        | Reti        | Pres   | Reti   |
| ------------------- | ------------------- | ------------------- | ---------- | ---------- | --------------- | --------------- | --------------- | ------------------ | ------------------ | ------------------ | ----------- | ----------- | ----------- | ------ | ------ |
| 2009-2010           | Grasshoppers        | SL                  | 1          | 0          | CS              | 0               | 0               | -                  | -                  | -                  | -           | -           | -           | 1      | 0      |
| 2010-2011           | Grasshoppers        | SL                  | 21         | 5          | CS              | 3               | 2               | UEL                | 1                  | 0                  | -           | -           | -           | 25     | 7      |
| 2011-2012           | Grasshoppers        | SL                  | 21         | 1          | CS              | 3               | 4               | -                  | -                  | -                  | -           | -           | -           | 24     | 5      |
| 2012-2013           | Grasshoppers        | SL                  | 33         | 8          | CS              | 4               | 2               | -                  | -                  | -                  | -           | -           | -           | 37     | 10     |
| 2013-gen. 2014      | Grasshoppers        | SL                  | 15         | 6          | CS              | 3               | 0               | UCL+UEL            | 2++2               | 0                  | -           | -           | -           | 22     | 6      |
| Totale Grasshoppers | Totale Grasshoppers | Totale Grasshoppers | 91         | 20         |                 | 13              | 8               |                    | 5                  | 0                  |             | -           | -           | 109    | 28     |
| gen.-giu. 2014      | Galatasaray         | SL                  | 8          | 0          | CT              | 2               | 1               | UCL                | 2                  | 0                  | ST          | -           | -           | 12     | 1      |
| 2014-2015           | Werder Brema        | BL                  | 19         | 1          | CG              | 3               | 1               | -                  | -                  | -                  | -           | -           | -           | 22     | 2      |
| 2015-2016           | Eibar               | PD                  | 7          | 0          | CR              | 2               | 1               | -                  | -                  | -                  | -           | -           | -           | 9      | 1      |
| 2016-2017           | Werder Brema        | BL                  | 10         | 1          | CG              | 0               | 0               | -                  | -                  | -                  | -           | -           | -           | 10     | 1      |
| 2017-2018           | Werder Brema        | BL                  | 7          | 0          | CG              | 0               | 0               | -                  | -                  | -                  | -           | -           | -           | 7      | 0      |
| Totale Werder Brema | Totale Werder Brema | Totale Werder Brema | 36         | 2          |                 | 3               | 1               |                    | -                  | -                  |             | -           | -           | 39     | 3      |
| Totale carriera     | Totale carriera     | Totale carriera     | 142        | 22         |                 | 20              | 11              |                    | 7                  | 0                  |             | -           | -           | 169    | 33     |

### Cronologia presenze e reti in nazionale

#### Bosnia ed Erzegovina
| Cronologia completa delle presenze e delle reti in nazionale ― Bosnia ed Erzegovina | Cronologia completa delle presenze e delle reti in nazionale ― Bosnia ed Erzegovina | Cronologia completa delle presenze e delle reti in nazionale ― Bosnia ed Erzegovina | Cronologia completa delle presenze e delle reti in nazionale ― Bosnia ed Erzegovina | Cronologia completa delle presenze e delle reti in nazionale ― Bosnia ed Erzegovina | Cronologia completa delle presenze e delle reti in nazionale ― Bosnia ed Erzegovina | Cronologia completa delle presenze e delle reti in nazionale ― Bosnia ed Erzegovina | Cronologia completa delle presenze e delle reti in nazionale ― Bosnia ed Erzegovina |
| Data                                                                                | Città                                                                               | In casa                                                                             | Risultato                                                                           | Ospiti                                                                              | Competizione                                                                        | Reti                                                                                | Note                                                                                |
| ----------------------------------------------------------------------------------- | ----------------------------------------------------------------------------------- | ----------------------------------------------------------------------------------- | ----------------------------------------------------------------------------------- | ----------------------------------------------------------------------------------- | ----------------------------------------------------------------------------------- | ----------------------------------------------------------------------------------- | ----------------------------------------------------------------------------------- |
| 6-9-2013                                                                            | Zenica                                                                              | Bosnia ed Erzegovina                                                                | 0 – 1                                                                               | Slovacchia                                                                          | Qual. Mondiali 2014                                                                 | -                                                                                   | 82’                                                                                 |
| 10-9-2013                                                                           | Žilina                                                                              | Slovacchia                                                                          | 1 – 2                                                                               | Bosnia ed Erzegovina                                                                | Qual. Mondiali 2014                                                                 | 1                                                                                   | 76’                                                                                 |
| 11-10-2013                                                                          | Zenica                                                                              | Bosnia ed Erzegovina                                                                | 4 – 1                                                                               | Liechtenstein                                                                       | Qual. Mondiali 2014                                                                 | -                                                                                   | 62’                                                                                 |
| 18-11-2013                                                                          | Saint Louis                                                                         | Argentina                                                                           | 2 – 0                                                                               | Bosnia ed Erzegovina                                                                | Amichevole                                                                          | -                                                                                   | 69’                                                                                 |
| 5-3-2014                                                                            | Innsbruck                                                                           | Egitto                                                                              | 2 – 0                                                                               | Bosnia ed Erzegovina                                                                | Amichevole                                                                          | -                                                                                   | 62’                                                                                 |
| 30-5-2014                                                                           | Saint Louis                                                                         | Costa d'Avorio                                                                      | 1 – 2                                                                               | Bosnia ed Erzegovina                                                                | Amichevole                                                                          | -                                                                                   | 75’                                                                                 |
| 3-6-2014                                                                            | Chicago                                                                             | Messico                                                                             | 0 – 1                                                                               | Bosnia ed Erzegovina                                                                | Amichevole                                                                          | 1                                                                                   | 77’                                                                                 |
| 15-6-2014                                                                           | Rio de Janeiro                                                                      | Argentina                                                                           | 2 – 1                                                                               | Bosnia ed Erzegovina                                                                | Mondiali 2014 - 1º turno                                                            | -                                                                                   | 71’                                                                                 |
| 21-6-2014                                                                           | Cuiabá                                                                              | Nigeria                                                                             | 1 – 0                                                                               | Bosnia ed Erzegovina                                                                | Mondiali 2014 - 1º turno                                                            | -                                                                                   | 57’                                                                                 |
| 4-9-2014                                                                            | Tuzla                                                                               | Bosnia ed Erzegovina                                                                | 3 – 0                                                                               | Liechtenstein                                                                       | Amichevole                                                                          | -                                                                                   | 46’                                                                                 |
| 9-9-2014                                                                            | Zenica                                                                              | Bosnia ed Erzegovina                                                                | 1 – 2                                                                               | Cipro                                                                               | Qual. Euro 2016                                                                     | -                                                                                   | 62’                                                                                 |
| 10-10-2014                                                                          | Cardiff                                                                             | Galles                                                                              | 0 – 0                                                                               | Bosnia ed Erzegovina                                                                | Qual. Euro 2016                                                                     | -                                                                                   | 83’                                                                                 |
| 16-11-2014                                                                          | Haifa                                                                               | Israele                                                                             | 3 – 0                                                                               | Bosnia ed Erzegovina                                                                | Qual. Euro 2016                                                                     | -                                                                                   |                                                                                     |
| 31-3-2015                                                                           | Vienna                                                                              | Austria                                                                             | 1 – 1                                                                               | Bosnia ed Erzegovina                                                                | Amichevole                                                                          | 1                                                                                   | 82’                                                                                 |
| 12-6-2015                                                                           | Zenica                                                                              | Bosnia ed Erzegovina                                                                | 3 – 1                                                                               | Israele                                                                             | Qual. Euro 2016                                                                     | -                                                                                   | 80’                                                                                 |
| 3-9-2015                                                                            | Bruxelles                                                                           | Belgio                                                                              | 3 – 1                                                                               | Bosnia ed Erzegovina                                                                | Qual. Euro 2016                                                                     | -                                                                                   | 72’                                                                                 |
| 13-11-2015                                                                          | Zenica                                                                              | Bosnia ed Erzegovina                                                                | 1 – 1                                                                               | Irlanda                                                                             | Qual. Euro 2016                                                                     | -                                                                                   | 88’                                                                                 |
| 29-5-2016                                                                           | San Gallo                                                                           | Bosnia ed Erzegovina                                                                | 1 – 3                                                                               | Spagna                                                                              | Amichevole                                                                          | -                                                                                   | 46’                                                                                 |
| 3-6-2016                                                                            | Toyota                                                                              | Bosnia ed Erzegovina                                                                | 2 – 2 (4 - 3 dtr)                                                                   | Danimarca                                                                           | Kirin Cup 2016                                                                      | -                                                                                   | 73’                                                                                 |
| 7-6-2016                                                                            | Suita                                                                               | Giappone                                                                            | 1 – 2                                                                               | Bosnia ed Erzegovina                                                                | Kirin Cup 2016                                                                      | -                                                                                   | 90+1’                                                                               |
| 10-10-2016                                                                          | Zenica                                                                              | Bosnia ed Erzegovina                                                                | 2 – 0                                                                               | Cipro                                                                               | Qual. Mondiali 2018                                                                 | -                                                                                   | 64’                                                                                 |
| 13-11-2016                                                                          | Atene                                                                               | Grecia                                                                              | 1 – 1                                                                               | Bosnia ed Erzegovina                                                                | Qual. Mondiali 2018                                                                 | -                                                                                   | 65’ - 87’                                                                           |
| 7-10-2017                                                                           | Sarajevo                                                                            | Bosnia ed Erzegovina                                                                | 3 – 4                                                                               | Belgio                                                                              | Qual. Mondiali 2018                                                                 | -                                                                                   | 71’                                                                                 |
| 10-10-2017                                                                          | Tallinn                                                                             | Estonia                                                                             | 1 – 2                                                                               | Bosnia ed Erzegovina                                                                | Qual. Mondiali 2018                                                                 | 2                                                                                   | 78’                                                                                 |
| 12-10-2019                                                                          | Zenica                                                                              | Bosnia ed Erzegovina                                                                | 4 – 1                                                                               | Finlandia                                                                           | Qual. Euro 2020                                                                     | 1                                                                                   | 18’                                                                                 |
| 15-10-2019                                                                          | Atene                                                                               | Grecia                                                                              | 2 – 1                                                                               | Bosnia ed Erzegovina                                                                | Qual. Euro 2020                                                                     | -                                                                                   |                                                                                     |
| 18-11-2019                                                                          | Vaduz                                                                               | Liechtenstein                                                                       | 0 – 3                                                                               | Bosnia ed Erzegovina                                                                | Qual. Euro 2020                                                                     | -                                                                                   |                                                                                     |
| Totale                                                                              |                                                                                     | Presenze                                                                            | 27                                                                                  |                                                                                     | Reti                                                                                | 6                                                                                   |                                                                                     |

#### Svizzera
| Cronologia completa delle presenze e delle reti in nazionale ― Svizzera | Cronologia completa delle presenze e delle reti in nazionale ― Svizzera | Cronologia completa delle presenze e delle reti in nazionale ― Svizzera | Cronologia completa delle presenze e delle reti in nazionale ― Svizzera | Cronologia completa delle presenze e delle reti in nazionale ― Svizzera | Cronologia completa delle presenze e delle reti in nazionale ― Svizzera | Cronologia completa delle presenze e delle reti in nazionale ― Svizzera | Cronologia completa delle presenze e delle reti in nazionale ― Svizzera |
| Data                                                                    | Città                                                                   | In casa                                                                 | Risultato                                                               | Ospiti                                                                  | Competizione                                                            | Reti                                                                    | Note                                                                    |
| ----------------------------------------------------------------------- | ----------------------------------------------------------------------- | ----------------------------------------------------------------------- | ----------------------------------------------------------------------- | ----------------------------------------------------------------------- | ----------------------------------------------------------------------- | ----------------------------------------------------------------------- | ----------------------------------------------------------------------- |
| 14-11-2012                                                              | Susa                                                                    | Tunisia                                                                 | 1 – 2                                                                   | Svizzera                                                                | Amichevole                                                              | -                                                                       | 83’                                                                     |
| Totale                                                                  |                                                                         | Presenze                                                                | 1                                                                       |                                                                         | Reti                                                                    | 0                                                                       |                                                                         |

## Palmarès

### Club

#### Competizioni nazionali
- Coppa Svizzera: 1

Grasshoppers: 2012-2013
- Coppa di Turchia: 1

Galatasaray: 2013-2014
- Campionato croato: 3

Dinamo Zagabria: 2018-2019, 2019-2020, 2020-2021
- Supercoppa di Croazia: 1

Dinamo Zagabria: 2019
- Coppa di Croazia: 1

Dinamo Zagabria: 2020-2021